# Grzegorz Oświeciciel

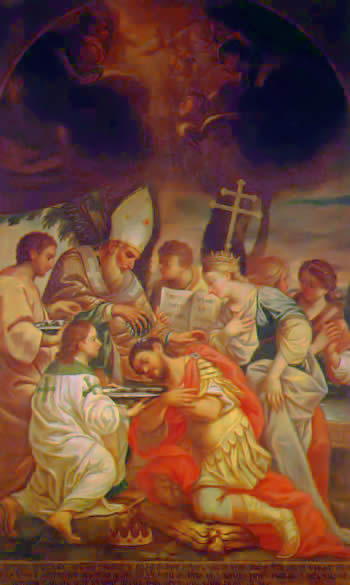
Chrzest króla Armenii Tyrydatesa III

Grzegorz Oświeciciel (Lusaworicz) (orm. Գրիգոր Լուսավորիչ, Grigor Lusaworicz, ros. Священномученик Григорий, просветитель Армении; ur. 239–257, zm. 326–331) – założyciel i patron Kościoła ormiańskiego, męczennik chrześcijański, apostoł Armenii, święty Kościoła katolickiego i prawosławnego.

## Życie
Życiorys Grzegorza Oświeciciela, powstały w V wieku, przepełniony jest legendami. Na temat jego pochodzenia funkcjonują w literaturze źródłowej dwie rozbieżne wersje.
Tradycja ormiańska
Według ormiańskiej wersji Agathangelosa, Grzegorz urodził się ok. 257 jako syn partyjskiego dostojnika Anaka, brata ormiańskiego króla Chosroesa I. W trakcie walk o władzę nad Armenią, Anak zamordował Choroesa wraz z całą rodziną oprócz syna, młodego księcia Tirydatesa i córki Chosrowiducht. W wyniku tego Anak sam wraz z rodziną też został zamordowany, z wyjątkiem dwóch synów, z których dwuletni Grzegorz w porę został wysłany do Cezarei Kapadockiej, natomiast drugiego wywieziono do Persji.
Tradycja syryjska
Według syryjskiej wersji Grzegorz był Grekiem z Kapadocji. Według obu przekazów Grzegorz wychował się, odebrał wykształcenie i ożenił się w Cezarei Kapadockiej.
W Cezarei Grzegorz został ochrzczony i wychowany jako chrześcijanin. Później wstąpił na służbę do króla Tirydatesa, ukrywszy przed nim swoje pochodzenie, pragnąc odkupić winy swojego ojca. Gdy okazało się, że Grzegorz jest chrześcijaninem, odmawiając złożenia ofiary pogańskim bogom, został wtrącony do lochu (Chor Wirap). Później król odkrył prawdziwą tożsamość Grzegorza i trzymał go w lochu przez 15 lat, poddając okrutnym torturom. W międzyczasie Tirydates dostał obłędu wkrótce po tym, gdy zamordował świętą dziewicę Rypsymę, która nie chciała mu ulec. Siostra króla nakazała wówczas wypuścić św. Grzegorza, który przywrócił królowi zmysły. Po cudownym ozdrowieniu Tirydates wraz z całym dworem przyjął chrzest i w 301 uczynił chrześcijaństwo religią państwową. W 302 Grzegorz został patriarchą Armenii. Pod koniec swego życia wycofał się z działalności publicznej i został pustelnikiem.
Grzegorzowi Oświecicielowi przypisuje się autorstwo listów i homilii co nie znajduje potwierdzenia w badaniach historyków.
Jego wspomnienie liturgiczne w Kościele katolickim obchodzone jest 30 września.
Kościół prawosławny wspomina męczennika 30 września/13 października.
W ikonografii święty przedstawiany jest w biskupich szatach. Ma jasnokasztanową, przyprószoną siwizną brodę. Zazwyczaj w lewej ręce trzyma Ewangelię, prawą błogosławi.